# Heriades hierosolomitus
Heriades hierosolomitus är en biart som beskrevs av Raymond Benoist 1935. Heriades hierosolomitus ingår i släktet väggbin, och familjen buksamlarbin. Inga underarter finns listade i Catalogue of Life.